# オレグ・ソスコヴェツ
オレグ・ニコラエヴィチ・ソスコヴェツ（サスコヴェツ、ロシア語: Олег Николаевич Сосковец、ラテン文字転写の例：Oleg Nikolaevich Soskovets、1949年5月11日 - ）は、ソビエト連邦、カザフスタンおよびロシアの政治家。エリツィン時代にロシア連邦第一副首相を務めた。1985年から技術学博士候補。

## 経歴・概要
1949年、ソビエト連邦カザフ・ソビエト社会主義共和国のタルディ＝クルガン州タルドクルガン市（現在のアルマトイ州タルディコルガン）に生まれる。1971年、冶金工学に関する高等専門教育を修めたあと、テミルタウ市のカラガンダ冶金工業コンビナートに勤務する。翌1972年にソ連共産党に入党する。コンビナートの管理者として順調に昇進し、1987年支配人を経て、1988年カラガンダ冶金工業コンビナート総支配人となる。
1989年ソ連人民代議員に選出され、連邦会議（連邦院）計画・財政委員会に所属した。1991年ソ連冶金工業相に就任する。ソビエト連邦の崩壊後は、1992年1月冶金工業省の廃止に伴い、ロスチェルメト（Росчермет）社社長に就任する。
1992年カザフスタン共和国第一副首相・工業相となり、同年9月、カザフスタン産業家・企業家同盟総裁を経て、10月ロシア連邦金属委員会議長に就任する。1993年5月4日ロシア連邦政府第一副首相に就任する。第一副首相として燃料エネルギー、運輸、通信、保健、製薬業界、原子力の各部門を担当した。また、連邦政府政策効果委員会議長をはじめ、20の政府委員会の長も兼ねた。ソスコヴェツは、旧ノーメンクラトゥーラ出身の産業実務家として、エゴール・ガイダルらの主導によるショック療法に対して当然批判的であり、また、穏健な経済改革を主張していたヴィクトル・チェルノムイルジン首相ともその路線は異なっていた。しかし、ソスコヴェツはエリツィン政権内で実力者として台頭してきたアレクサンドル・コルジャコフ大統領警護局長ら強硬派の支持を得、同年7月16日にはウラジーミル・シュメイコに代わりロシア連邦政府工業政策評議会議長に就任する。こうしてチェルノムイルジン内閣でナンバー2を占めることとなったソスコヴェツは、1995年5月に大統領与党として「我が家ロシア」が結成されると、副代表（評議会副議長）にも選出された。
しかし、1996年ロシア大統領選挙に関して、選挙の延期を主張したため、これに反対したエリツィンの次女で大統領補佐官のタチアナ・ディアチェンコや選挙対策本部長のアナトリー・チュバイスと対立し、第1回投票直後の6月20日に選挙延期を主唱したコルジャコフやミハイル・バルスコフ連邦保安庁（FSB）長官らとともに突然解任され失脚した。
2009年からロシア金融産業グループ協会会長。2011年ロシア工学アカデミー副総裁。また、同年にロシア製造業者同盟総裁にも就任した。